# Azoia de Cima e Tremês
Azoia de Cima e Tremês est une paroisse civile portugaise (en portugais : freguesia) de la municipalité de Santarém dans le district de Santarém.
La paroisse est créée par la loi no 11-A/2013 du 28 janvier 2013 portant réorganisation administrative du territoire des freguesias, en fusionnant les paroisses d'Azoia de Cima et Tremês. Son nom officiel est União das Freguesias de Azoia de Cima e Tremês et son siège est fixé à Tremês.
Lors du recensement de 2021, Azoia de Cima e Tremês compte 2 154 habitants.